# 李成福 (朝鮮勞動黨黨員)
李成福（朝鲜语：／，1933年—2001年5月15日），北韓政治人物，曾任職朝鮮勞動黨宣傳鼓動部副部長、黨中央委員會委員和《勞動新聞》的責任主編。

## 生平
李成福出生在江原道元山市，後畢業於金日成綜合大學。1967年，他在《勞動新聞》當駐板門店記者。1980年，入選為黨中央委員會的候補委員名單。兩年後，被提拔為宣傳鼓動部的副部長。1985年，被委任為朝鮮記者同盟委員長。翌年，晉升為《勞動新聞》的責任主編及黨中央委員會的委員。1988年，兼任慈江道的黨委書記。1992年，獲連任為宣傳鼓動部副部長，又成為黨中央委員會的書記室室長。1994年7月，金日成離世，李成福被繼通任人金正日列為治喪委員會的成員。
2001年5月15日下午3點半，李成福因肝癌而死，平壤政府通過朝鮮中央廣播電台發表訃告，並表揚他是「忠誠的革命戰士」。

## 資料來源
1. 1 2 3 4  "北 리성복 노동당 중앙위 서기실장 사망"[] 《統一新聞》 2001 5 19
2. 1 2 3 4  .   [2014-03-03]. （原始内容存档于2016-03-06）.